# Jan Mieczysław Stobbe
Jan Mieczysław Stobbe (ur. 1894 w Kurowie, zm. 29 kwietnia 1967 w Szydłowcu) – polski nauczyciel, związkowiec, działacz narodowy.

## Życiorys
W 1917–1918 był nauczycielem w szkole Polskiego Komitetu ds. Wysiedleńców w Juriewie (ob. Tartu). W marcu i kwietniu 1918, pod pozorem zatrudnienia, przewoził pociągami polskich wysiedleńców z Syberii na Ukrainę do majątków ziemiańskich. W miejscowości Dzugastra koło Olgopola założył czteroklasową szkołę pod auspicjami Komitetu Polskiego. W maju tego samego roku przedostał się przez front i austriackie linie obrony. Z tego powodu kilkakrotnie był osadzany w więzieniu za działalność dywersyjną. 
Po uwolnieniu w listopadzie 1918, przez Tarnopol i Lwów, trafił do Radomia. W niepodległej Polsce pracował jako nauczyciel. W Polanach obok pracy zawodowej prowadził kursy dla analfabetów, był też komendantem miejscowej ochotniczej straży pożarnej. Następnie przeniósł się do Gąsaw Rządowych, gdzie również poświęcił się alfabetyzacji oraz zorganizował straż pożarną. W 1920 wyjechał na Mazury, żeby agitować za przyłączeniem tych ziem do Polski w wyniku plebiscytu.
1 września 1932 rozpoczął pracę w Szkole im. Władysława Syrokomli w Radomiu. W Radomiu pozostał do września 1939, zaś po reorganizacji szkolnictwa polskiego przez władze okupacyjne, kontynuował pracę w szkole, uczestnicząc też w prowadzeniu tajnych kompletów. We wrześniu 1943 przeniósł się do Szydłowca, aby objąć funkcję dyrektora Szkoły Powszechnej im. Jana III Sobieskiego. Tam przejął też kierownictwo nad miejscowym zespołem Tajnej Organizacji Nauczycielskiej. Nawiązał współpracę z Armią Krajową, Batalionami Chłopskimi i Gwardią Ludową „Wolność–Równość–Niepodległość”. Dzięki temu zorganizował kasę zapomogową dla osamotnionych żon i wdów po aresztowanych i zmarłych nauczycielach.
Po zakończeniu wojny pozostał na stanowisku. W 1946 został organizatorem i pierwszym dyrektorem Zasadniczej Szkoły Zawodowej w Szydłowcu. W 1949 powrócił na stanowisko dyrektora Szkoły Powszechnej im. Jana III Sobieskiego. Pełniąc tę funkcję zabiegał o poprawę warunków lokalowych placówki, co zrealizowano dopiero po jego śmierci.
W 1919 przystąpił do Związku Nauczycielstwa Polskiego, pełniąc kolejno funkcje: sekretarza (1943–1946), wiceprezesa (1946–1949) i prezesa (1949–1967) oddziału powiatowego w Szydłowcu.
Pracował zawodowo dozgonnie, zmarł w wieku 73 lat. Został pochowany na cmentarzu rzymskokatolickim w Szydłowcu, w kwaterze X.